# Хантайско езеро
Хантайското езеро (на руски: Хантайское озеро), наричано също Кутарама, е сладководно езеро в Азиатската част на Русия.
Разположено е в западната част на платото Путорана в Таймирски Долгано-Ненецки район на Красноярски край. С площ от 822 km2 езерото е 2-рото по големина в Красноярски край след езерото Таймир и 14-о по големина в Русия.

## Географска характеристика
Хантайското езеро е разположено в западната част на платото Путорана, на територията на Таймирския (Долгано-Ненецки) автономен окръг на Красноярски край, на 65,8 m н.в. То се намира в тясна котловина с ерозионно-тектонски произход с последвала ледникова обработка. В западната си част езерото е по-широко и навлиза в равнинната част на Норилската депресия, която представлява древна долина на река Енисей, изградена от редникови отложения. На северозапад чрез къс проток Хантайското езеро се свързва с Малкото Хантайско езеро (58 km2), от което изтича река Хантайка, десен приток на Енисей. При селището от градски тип Снежногорск на реката през 1975 г. е изградена преградната стена на Хантайското (Уст Хантайското) водохранилище – най-северното водохранилище в света.
Първоначалното название на езерото Кутарама произхожда от якутската дума „кута“ – блато, тресавище с нганасански суфикс за местоположение „-раму“. Освен това име в различни източници се срещат и названията Кутармо или Голямо Хантайско езеро. Бреговата линия е скалиста, слабо изрязана без големи заливи.
Езерото е разположено на север от Северната полярна окръжност, в пределите на субарктическия климатичен пояс, в зоната тундрата и лесотундрата. Валежите са сравнително обилни и достигат до 1250 mm. Бреговете му са обрасли с иглолистни гори, а височините около езерото са покрити с мъхове и лишеи.
Площта на водното огледало е 822 km2, обемът 82 km3, дължина от запад на изток 160 km, максимална ширина 9 km (в западната част) и максимална дълбочина 420 m (средна дълбочина 74 m). С тази си дълбочина Хантайското езеро е третото по дълбочина езеро в Русия след Байкал и Каспийско море.

### Водосборен басейн
Водосборният басейн на Хантайското езеро е 11 900 km2 и се простира изцяло на територията на Таймирския (Долгано-Ненецки) автономен окръг на Красноярски край. Границите на водосборния басейн на езерото са следните:
- на север – водосборния басейн на река Пясина, вливаща се в Карско море;
- на североизток – водосборния басейн на река Хатанга, вливащи се в море Лаптеви;
- на юг – водосборните басейни на реките Курейка и Хантайка, десни притоци на Енисей.

Над 50% от подхранването на езерото се пада на речните води, които внасят ежегодно около 17,7 km3 вода, а останалата част се пада на дъждовете и подземните води. Най-големите притоци на Хантайското езеро са реките: Кутарамакан (влива се от север), Евенде (Единде, влива се от юг), Хаканча (влива се в югозападната част) и др.

### Хидроложки показатели
Средния многогодишен диапазон на колебанията на езерното ниво е около 3 m, а след включването ме в пределите на Хантайското водохранилище – до 8 m. Най-ниско ниво се наблюдава в края на април и началото на май, най-високо в началото на юни. Езерото замръзва през втората половина на октомври, като ледената покривка се задържа около 8 месеца (211 – 248 дни) до средата на юни или началото на юли. Дебелината на ледената кора през май достига до 1,3 m.

## Стопанско значение
В резултат от изхвърлянето на отровни газове в атмосферата от Норилските металургични комбинати (езерото се намира на около 120 km югоизточно от град Норилск) над езерото падат киселинни дъждове, а прекомерната сеч на дървесина във водосборния му басейн води до силно увеличаване на ерозионните процеси и затлачването на дъното му с тиня. Неконтролируемият улов на риба във водите му довежда до силно снижаване на популацията на речните видове. На югозападния бряг на езерото е разположено село Хантайско езеро.

## История
Езерото и неговите брегове са изследвани от експедициите на А.А. Сотников през 1915 г. и Николай Урванцев през 1919 г. В края на 1950-те и началото на 1960-те години във връзка с изграждането на Хантайското водохранилище районът на езерото е изследван и детайлно картиран от специалистите на Томския държавен университет.

## Топографски карти
- Лист от карта R-45-XXXV,XXXVI Хантайское Озеро. Мащаб: 1 : 200 000. Указать дату выпуска/состояния местности.
- Лист от карта R-46-XXXI,XXXII устье р. Кутарамакан. Мащаб: 1 : 200 000. Указать дату выпуска/состояния местности.
- Лист от карта R-46-XXXIII,XXXIV р. Наледная. Мащаб: 1 : 200 000. Указать дату выпуска/состояния местности.